# Partito Democratico Cristiano Cubano
Il Partito Democratico Cristiano di Cuba (esp: Partido Demócrata Cristiano de Cuba, talvolta noto come Democrazia Cristiana Cubana) è una partito politico cubano, illegale poiché opposto al PCC.
Opera tuttora in esilio, con grande sostegno da parte della comunità cubana della Florida.

## Storia
Il Partito Democratico Cristiano risulta essere il primo partito cubano di quelli opposti al regime comunista.
Fu fondato nel 1959, poiché in contrasto con la crescente politica autoritaria e filo-URSS del Fronte Rivoluzionario guidato da Fidel Castro e Che Guevara.
Opera tuttora in esilio ed ha come leader Marcelino Miyares Sotolongo e come segretario José Ignacio Rasco. Fu proprio Rasco a fondare il PDC nel 1959, ed è tuttora professore, scrittore e giornalista in Florida, come esiliato. È anche presidente della Cubana Editore e dell'Istituto Jacques Maritein.
Il manifesto del PDC fu creato nel 1991, a Miami, affermando che:
(Manifesto del PDC, 1991)
Il PDC si richiama alle idee di Simón Bolívar e José Martí, il quale concepì l'America Latina come una fratellanza di nazioni condivise, comuni e sovrane. Il PDC è inoltre contro ogni intervento straniero a Cuba, ed è critica verso l'embargo contro Cuba.
È, rispetto alla maggior parte dei partiti democristiani, tendente al centro-sinistra, affiliato oltre che all'Internazionale Democratica Centrista, anche con all'Alleanza dei Democratici.